# Gentio

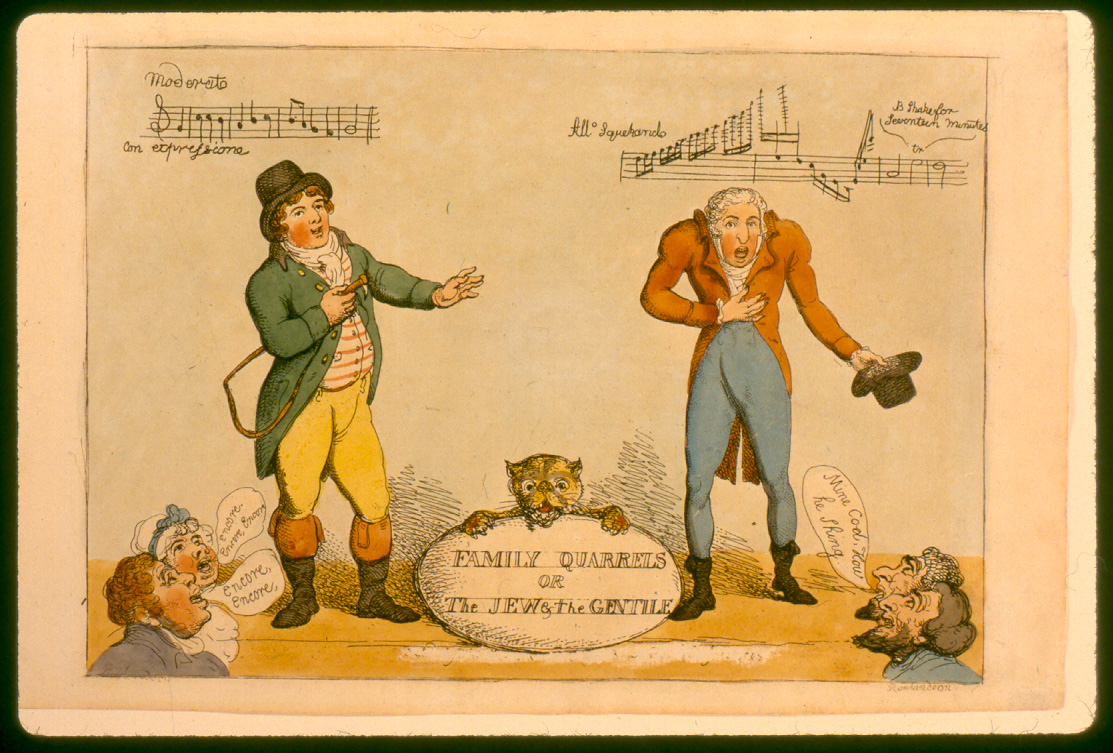
Brigas de Família ou O Judeu e o Gentio.Desenho animado de Thomas Rowlandson retratando os cantores John Brhama e Charles Incledon.

A palavra gentio (feminino: gentia) designa um não judeu ou israelita e deriva do termo latino gens (significando "clã" ou um "grupo de famílias") e é, muitas vezes, usada no plural. Os tradutores cristãos da Bíblia usaram esta palavra para designar coletivamente os povos e nações distintos do povo Israelita. A palavra é especialmente importante em relatos sobre a história do cristianismo, para designar os povos  Europeus que, gradualmente, se converteram à nova religião, sob a influência do apóstolo Paulo de Tarso e outros. O próprio Paulo nascera na atual Turquia mas era israelita, e tinha sido educado no judaísmo.
A partir do século XVII, o termo é mais normalmente usado para se referir a não judeus. Com o mesmo sentido de gentio existe o termo goy, hebraico. Em tempos recentes, ambos os termos deixaram de ser bem vistos, preferindo-se, muitas vezes, usar a expressão "não judeu" como substituto. Para que um homem gentio, não descendente de Abraão, pudesse ser incluído como parte do povo judeu, devia, antes que tudo, aceitar ser circuncidado. Uma vez circuncidado, ficava autorizado a ser considerado igual a qualquer nacional, com os mesmos direitos e obrigações que todos os demais israelitas. Mas ser circuncidado não significava converter-se em um israelita, simplesmente ficava autorizado a ser tomado como um gentio aceito por Elohim para participar de todas as bênçãos e obrigações da aliança. Urias, o hitita, é um exemplo de que os estrangeiros em Israel sempre eram estrangeiros, mesmo recebendo os mesmos direitos e obrigações contidas na Lei de Elohim.
A palavra basicamente significa estrangeiros (não-judeus). Tanto que históricamente os judeus passaram a utilizar ela também para cristãos e muçulmanos, mesmo estes sendo seguidores de religiões monoteístas derivadas do Judaísmo.
Outras acepções:
1. Quem segue o paganismo
2. O que não é civilizado
3. Grande porção de gente

(Dicionário Completo da Língua Portuguesa Folha da Tarde)